# غاردنر فوكس
غاردنر فوكس (بالإنجليزية: Gardner Fox)‏ مواليد 20 مايو 1911 في بروكلين، نيويورك، الولايات المتحدة - الوفاة 24 ديسمبر 1986، كان كاتب أمريكي معروف بابتكار العديد من شخصيات الكتب الهزلية لدي سي كوميكس. ويقدر المؤرخون أنه كتب أكثر من 4000 قصة مصورة. من أشهر أعماله البرق.

## روابط خارجية
- غاردنر فوكس على موقع IMDb (الإنجليزية)
- غاردنر فوكس على موقع الموسوعة البريطانية (الإنجليزية)
- غاردنر فوكس على موقع قاعدة بيانات الفيلم (الإنجليزية)